# S0-102
S0-102  è una stella situata vicino al centro della Via Lattea, in prossimità della radiosorgente e probabile buco nero supermassiccio Sagittarius A*, attorno al quale orbita con un periodo di 11,5 ± 0,3 anni.
Il suo cambiamento di posizione apparente è stato monitorato dal 2000 al 2012 dai Telescopi Keck, che ne hanno osservato una rivoluzione completa attorno a Sagittarius A*.
S0-102 è, al febbraio 2013, la stella col minimo periodo di rivoluzione attorno al centro galattico (circa 11,5 anni), minore anche di quello della stella S2 (circa 16 anni).
Come termine di paragone il Sole ha un periodo di rivoluzione di circa 225 milioni di anni (periodo detto anno galattico).